# Cratere Kinau
Kinau è un cratere lunare di 41,87 km situato nella parte sud-orientale della faccia visibile della Luna.
Il cratere è dedicato al selenografo tedesco Adolph Gottfried Kinau.

## Crateri correlati
Alcuni crateri minori situati in prossimità di Kinau sono convenzionalmente identificati, sulle mappe lunari, attraverso una lettera associata al nome.
| Kinau | Coordinate            | Diametro (in km) |
| ----- | --------------------- | ---------------- |
| A     | 62°18′S 20°06′E       | 32,69            |
| B     | 61°39′36″S 19°10′48″E | 7,75             |
| C     | 60°40′48″S 20°30′36″E | 30,07            |
| D     | 60°42′36″S 18°33′00″E | 26,33            |
| E     | 60°13′12″S 20°07′48″E | 6,71             |
| F     | 62°15′36″S 13°24′36″E | 8,3              |
| G     | 61°36′36″S 12°42′00″E | 22,02            |
| H     | 59°49′12″S 19°43′48″E | 5,96             |
| J     | 59°35′24″S 16°04′48″E | 4,85             |
| K     | 58°36′00″S 18°06′36″E | 9,26             |
| L     | 59°18′36″S 18°43′48″E | 9,59             |
| M     | 60°37′12″S 14°19′48″E | 11,44            |
| N     | 61°24′36″S 15°24′00″E | 4,62             |
| P     | 61°25′12″S 17°21′36″E | 4,95             |
| Q     | 62°32′24″S 21°01′12″E | 11,18            |
| R     | 60°13′48″S 11°33′00″E | 61,47            |